# V-1710 (航空用エンジン)

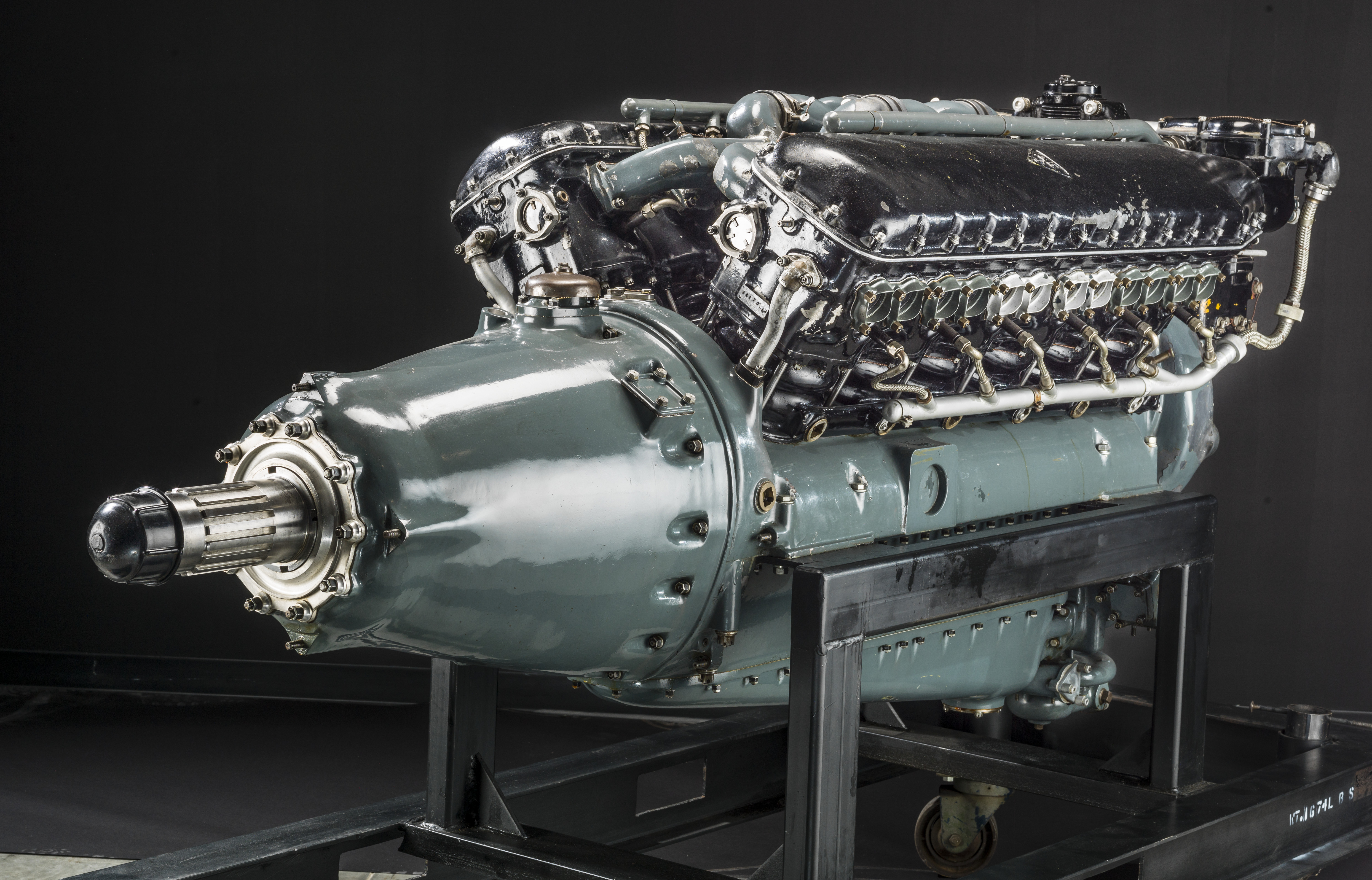
V-1710-7

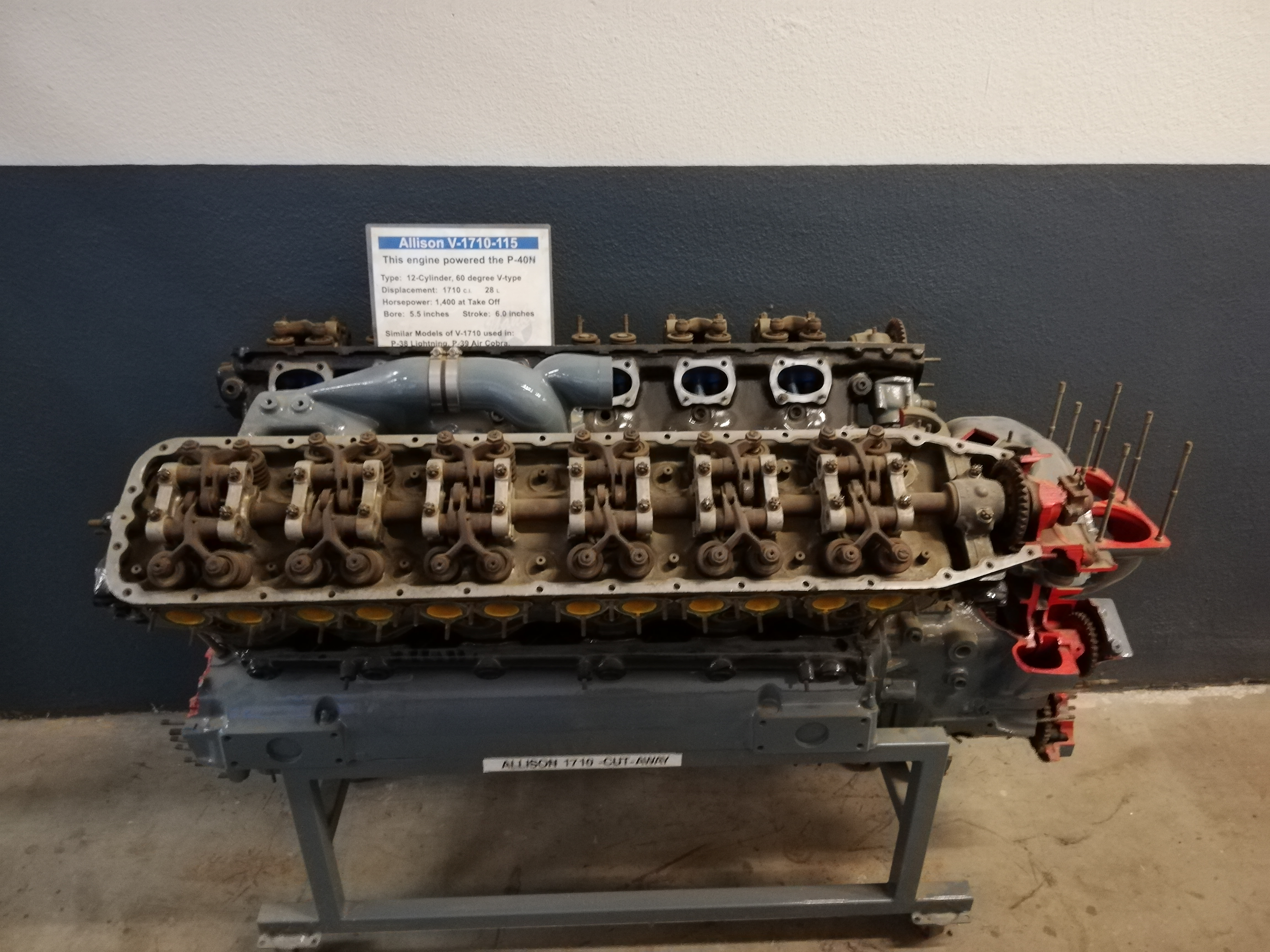
V-1710-115

V-1710 は、第二次世界大戦期にアメリカ合衆国のアリソンで開発・製造された液冷V型12気筒レシプロ式航空用エンジンである。大戦中に実用化された、唯一の純アメリカ製高出力液冷エンジンであった。
開発は 1929年に始まり、陸軍航空省からの出力1,000馬力級航空機エンジンの要求に対して起こされた。世界恐慌によって進捗が遅れたが、1936年12月14日に実験機に搭載され初飛行した。
大戦中に数多くの戦闘機に使われ、低空用の一段一速過給器型から高高度用の二段二速過給器型やターボチャージャー搭載型と幅広く用いられ最後まで活躍した。統合生産数は70,000台以上である。
アルミ合金製の一体鋳造型クランクケース、鋼製シリンダー、スパー減速歯車を組み合わせた本体を持ち、冷却液にはエチレングリコール液を使用する。
ベルP-39やP-63では機体後部に搭載することでモーターカノンのようにプロペラ軸中心から発砲する機関砲を搭載している。
戦後、膨大な余剰品が競技用のモーターボートやトラクターなどに転用された。また、現代では入手困難なクリーモフ M-105を搭載するYak-3 / Yak-9等の復元機やレプリカ機などにも代用され、未だに稼働している。
派生型として、V-1710を左右に2基結合したV-3420双子型エンジンがある。

## 主要諸元　V1710-99（V-1710-F26A）
諸元
- タイプ： 液冷60°V型12気筒
- シリンダー直径： 5.5 in (139.7 mm)
- ストローク： 6 in (152.4 mm)
- 体積： 1,710.6 in³ (28.03 L)
- 全長： 98.53 in (2,502 mm)
- 全幅： 29.28 in (744 mm)
- 全高： 41.18 in (1,046 mm)
- 重量： 1,445 lb (655 kg)

機構
- バルブ: 気筒毎に2基の吸気、ナトリウム冷却式排気バルブがバンク内に収められた1台のギア駆動のオーバーヘッドカムで開閉する。バルブ挟み角は45°
- スーパーチャージャー： 遠心式、単段、インペラ径10.25 in (260 mm) 15枚羽根
- 燃料システム： Bendix Stromberg 自動混合制御による気化器
- 燃料： 100 オクタン価
- 潤滑システム： ドライサンプと1台の圧縮ポンプと2台の吸引ポンプで行う。
- 冷却システム： 加圧した70%の水と30%のエチレングリコールの混合冷却材

性能
- 出力： 1,325 hp (988 kW) 3,000 rpm (bmep=204.5 psi)
- 比出力： 0.77 hp/in³ (35.3 kW/L)
- 圧縮比： 6.65:1
- 出力重量比： 0.92 hp/lb (1.51 kW/kg)

## 主な搭載機
- XFM-1 エアラクーダ V-1710-13
- YFM-1 エアラクーダ V-1710-23/41
- XFL-1 エアラボニータ XV-1710-6
- YP-37 V-1710-11
- YP-37 V-1710-21
- XP-38~P-38E ライトニング V-1710-17/29
- P-38F ライトニング V-1710-49/53
- P-38G ライトニング V-1710-51/55
- P-38H/J ライトニング V-1710-89/91
- P-38K ライトニング V-1710-75/77
- P-38L ライトニング V-1710-111/113
- XP-39 エアラコブラ V-1710-17
- YP-39/XP-39B エアラコブラ V-1710-37
- YP-39A エアラコブラ V-1710-31
- P-39C エアラコブラ V-1710-35
- P-39D エアラコブラ V-1710-35/63
- XP-39E エアラコブラ V-1710-47
- P-39F/J エアラコブラ V-1710-59
- P-39K エアラコブラ V-1710-63/85
- P-39M エアラコブラ V-1710-67/83
- P-39N/Q エアラコブラ V-1710-85
- XP-40 V-1710-19
- P-40E キティホーク V-1710-39
- P-40M/N/R ウォーホーク V-1710-81
- XP-40Q ウォーホーク V-1710-121
- XA-73X/XP-51/P-51 マスタング V-1710-39
- P-51A マスタング V-1710-81
- XP-55 アセンダー V-1710-95
- XP-60A/B V-1710-75
- XP-63 キングコブラ V-1710-47
- P-63C キングコブラ V-1710-117
- P-63D キングコブラ V-1710-109
- P-63F キングコブラ V-1710-135
- XP-82~P-82D ツインマスタング V-1710-119
- F-82E~H ツインマスタング V-1710-143/145
- A-36/A-36A アパッチ V-1710-87
- XB-38 フライングフォートレス V-1710-89
- XB-42 ミックスマスター V-1710-125
- MJ-100 スピットファイア（スピットファイアレプリカ）V-1710ないしV-1650